# Park Pionierów Słubic
Park Pionierów Słubic – jeden z zespołów zieleni miejskiej w Słubicach, około 1,5 km na południowy wschód od dawnego przejścia granicznego z Frankfurtem nad Odrą.
Od zachodu okala go al. Niepodległości, od północy alejka z garażami, od wschodu ulica dojazdowa do Zakładu Energetyki Cieplnej i ogródki działkowe, zaś na południe od niego znajduje się kościół NMP Królowej Polski (do 1945 roku dom strzelecki) przy ul. 1 Maja. Przez park przebiega „Czarny Kanał”. W czasach niemieckich w parku znajdowała się strzelnica.